# Cryptocephalus therondi
Cryptocephalus therondi is een keversoort uit de familie bladkevers (Chrysomelidae). De wetenschappelijke naam van de soort werd in 1949 gepubliceerd door Franz.